# 学院南路 (北京)
39°57′23″N 116°19′54″E / 39.95637°N 116.33157°E
学院南路是一条位于北京市海淀区的道路，东西走向。该路西起中关村南大街，与魏公村路相接；东至新街口外大街，与新康街相连。全长3903米。始建于1955年，1984年扩建至15米宽。